# 拉烏尼翁 (瓦努科大區)
9°49′4.48″S 76°48′04.73″W / 9.8179111°S 76.8013139°W

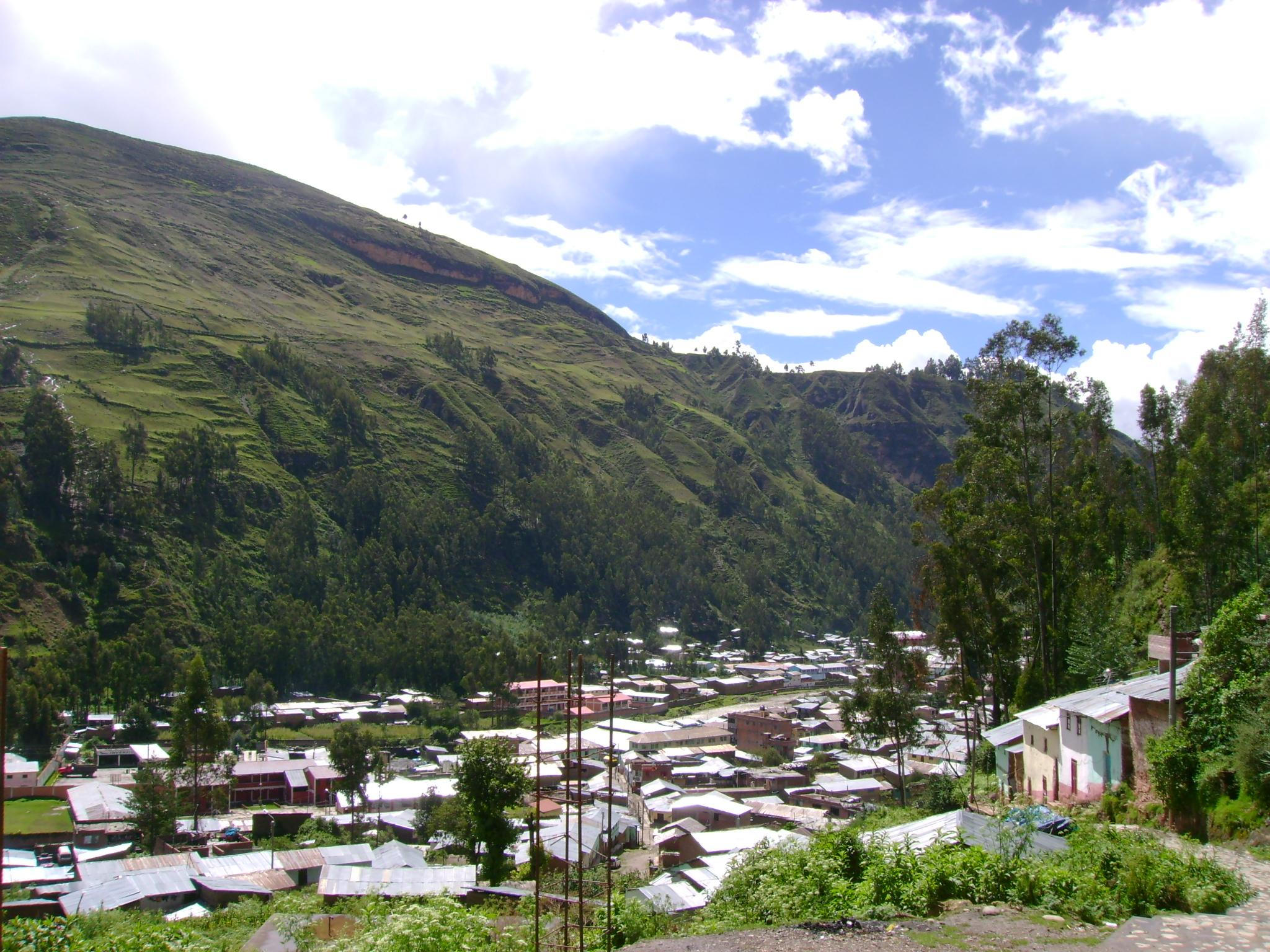

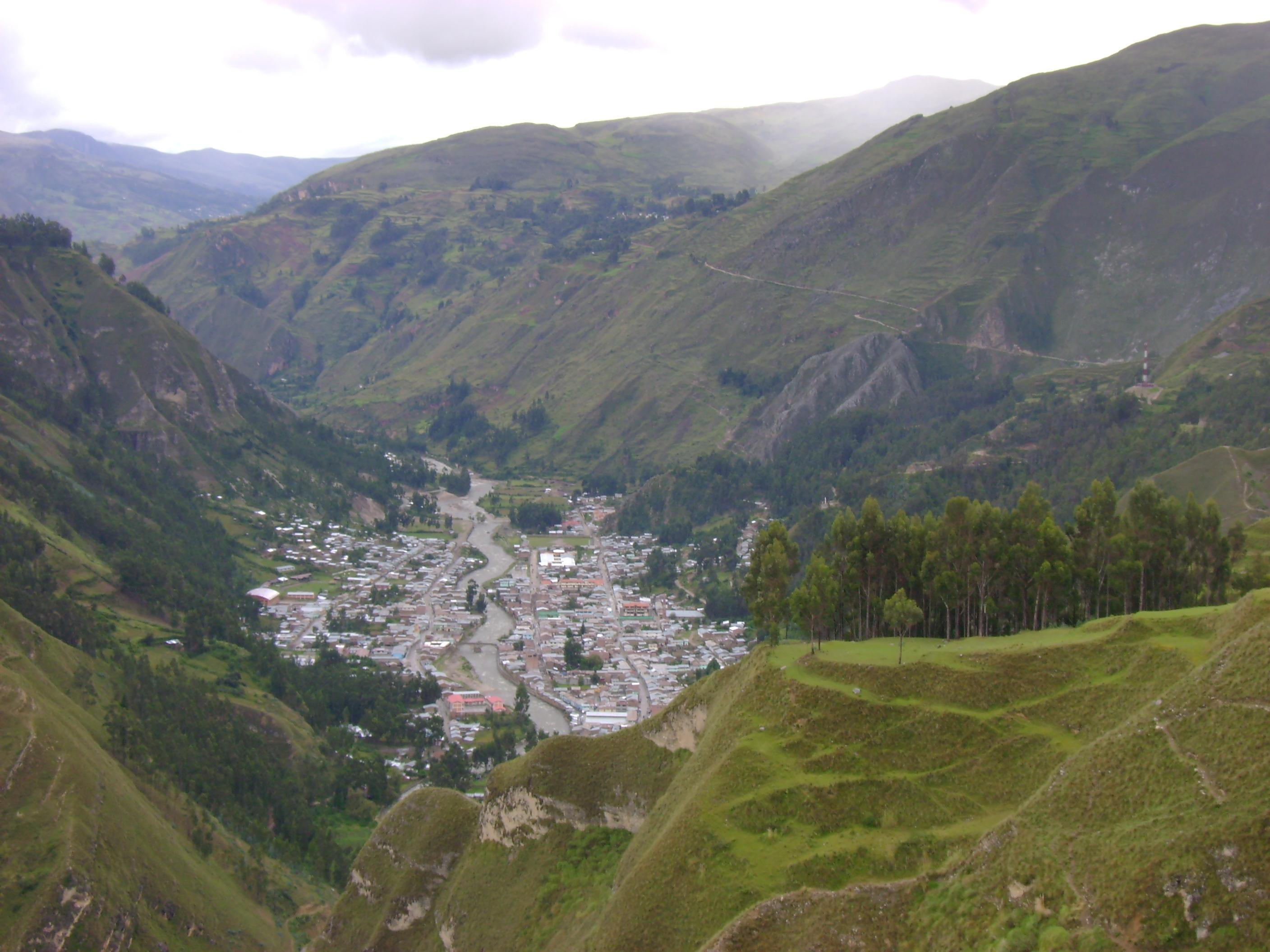

拉烏尼翁（西班牙語：La Unión），是秘魯的城鎮，位於該國中部瓦努科大區，是五月二日省的首府，海拔高度3,204米，2007年人口35,411，居民主要從事貿易業、農業、畜牧業和旅遊業。